# Café Malaria
Malaria oder auch Café Malaria ist der Titel eines österreichischen New-Wave-Films von Niki List aus dem Jahr 1982. Niki Lists Debüt fängt auf ironische Weise die bizarre Jugendkultur der frühen 1980er Jahre in Wien ein.

## Handlung
Der Film handelt vom Café Malaria, in dem diverse Jugendgruppierungen wie linke Aktivisten, Popper, New Wave Punks, Drogendealer, verwirrte Außenseiter, Machos etc. aufeinandertreffen und agieren: Sie diskutieren ohne viel zu sagen, schweigen, verlieben sich im Minutentakt, trinken und lachen.
Das Café wird von der Barfrau Tusnelda geführt, die bunte Drinks mit schrägen Namen wie „Valium Eins“ oder „Schizo“  aus einem Chemiebaukasten kreiert und ihren Kunden serviert.

## Besonderheiten
Der Film ist trotz deutschsprachiger Schauspieler nachsynchronisiert.

## Hintergrund
Der Film wurde 2007 als Teil der DVD-Serie „Der österreichische Film“ veröffentlicht.

## Musik und Musikstücke
Der Soundtrack wurde geliefert von in den frühen 1980er Jahren aktiven österreichischen Bands wie Minisex, Freddy Gigele und anderen mehr.

### Liste der Musikstücke (unvollständig)
- Ernste Jugend – Fühlen Sie Die Macht
- Karl Gott – Malaria
- Karl Gott – Oh Bitte Tanz Nicht
- Minisex – Ich Fahre Mit Dem Auto
- Minisex – Nimm Die Nacht (Café Malaria Version)
- Minisex – Substandard Casanova
- Plastix – Konsumier Mich
- Plastix – Die Deutsche Bank
- Rosachrom – Du Brichst Mein Herz
- Viele Bunte Autos – Küsse
- Viele Bunte Autos – Liliputaner
- Minisex – Regen

## Auszeichnungen
- Max Ophüls Preis 1983